# Oral lösning

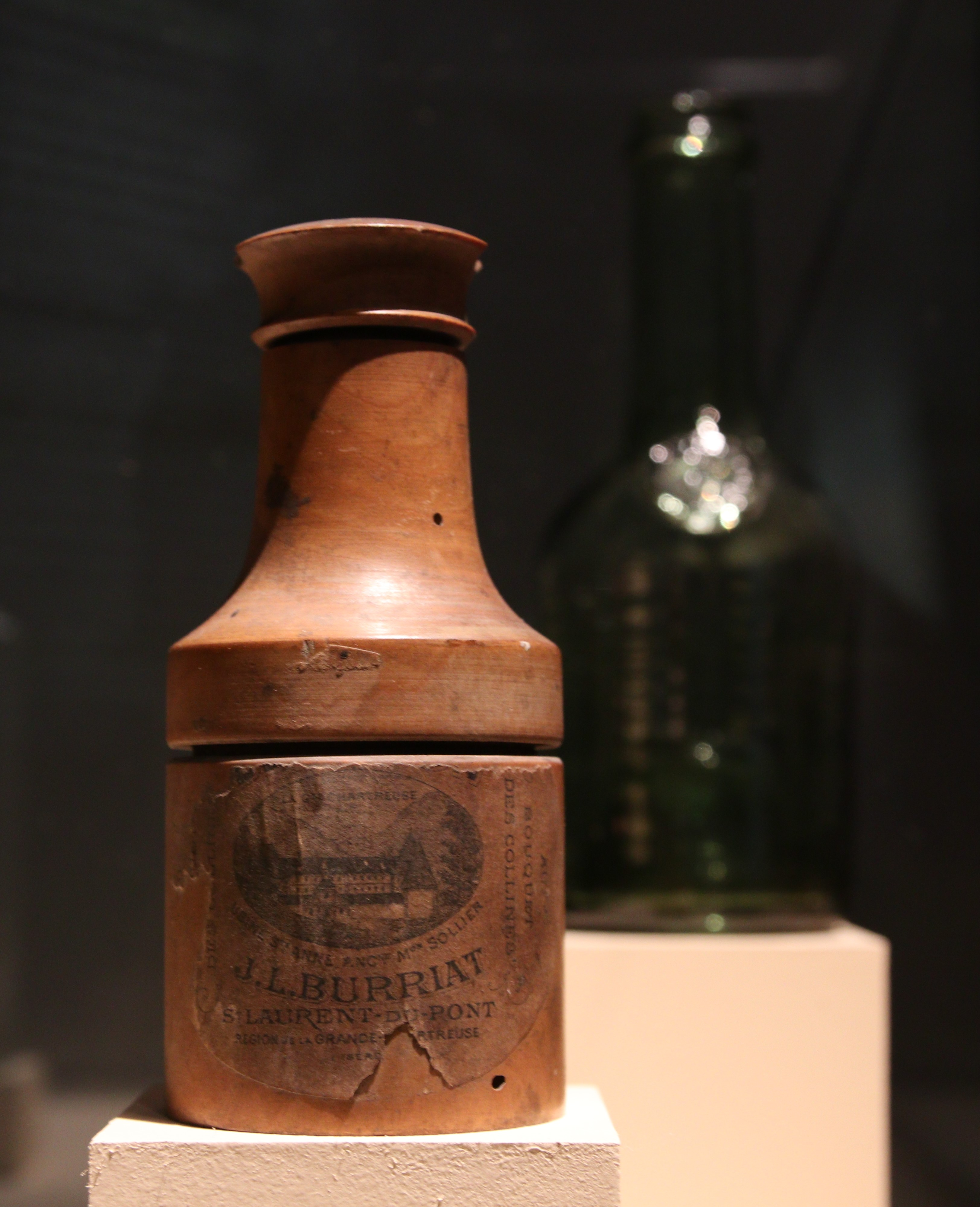
Oral lösning

En oral lösning är inom farmacin en beredningsform av läkemedel. Lösningen är avsedd för oralt bruk (tas genom munnen). Den är en form av elixir (jämför livselixir).
En oral lösning består av en aktiv substans (läkemedel) upplöst i alkohol och/eller vatten. Ofta ingår hjälpämnen som vinsyra, metagin (ett konserveringsmedel) och sötningsmedlen natriumsackarin, sorbitol, maltitol eller aspartam. I orala lösningar avsedda för barn ingår ofta även aromer. 
Somliga orala lösningar innehåller socker som hjälpmedel istället för sötningsmedel. Då bör man vara extra noga med munhygienen för att skydda emaljen: se tandborstning.
Orala lösningar lämpar sig särskilt för barn, äldre och de som inte kan svälja tabletter. 